# Karina Willumsen
Karina Willumsen (født 14. september 1987) er en dansk musiker, komponist og sangskriver. 

## Baggrund og uddannelse
Hun blev født på Holbæk Sygehus den 14. september 1987 som datter af en SOSU-assistent og lastbilschauffør. Hun opvoksede i Odsherred, i hvad hun betegner som 'et rigtigt arbejderhjem'.
Hun blev student fra Odsherreds Gymnasium i 2006. Sidenhen blev hun uddannet i Kommunikation og Global Studies fra Roskilde Universitet i 2013.

## Karriere
Karina Willumsen debuterede i 2016 med det politiske, satiriske album ”Sociale Rekvisitter”, som udkom på forlaget Demos. Albummet blev lanceret på spillestedet Loppen på Christiania.
Karina Willumsen blev i 2016 forud for sin albumudgivelse kendt for radiohittet ”Min genetik og mig”, som er en ironisk kærlighedssang til Joachim B. Olsen, efter han havde været i medierne med udsagnet om, at kvinder er mere tilbøjelige til at gå hjemme og passe børn end mænd. Karina Willumsen skrev sangen på to timer i live-radio på baggrund af indput fra lytterne på Radio24syv, og sangen gik viralt med 175.000 visninger.

### Samarbejdet med Demos
Karina Willumsen og Demos startede deres musikalske samarbejde i efteråret 2015, da de udgav den flygtningepolitiske single ”Bryd det ned – byg det op” som et politisk modspil til den danske regerings flygtningepolitik. Med på singlen medvirkede blandt andre musikerne Bent Jacobsen og Casio, samt en række aktivister blandt både kor og musikere. 
Karina Willumsens plade blev det første album i 38 år fra det socialistiske forlag Demos.

### Enkeltnumre
Hun skrev efterfølgende et nummer til Lars Løkke Rasmussen, på opfordring af Metroxpress, som blev offentliggjort 8. marts 2016. 
Da Karina Willumsen i 2013 var en del af Politikens debattør og kritiker-skole, skrev hun det satiriske nummer ”Feministisk Front”, der er tilegnet dagbladet Politiken. 

### Politisk kunst
I 2016 spillede hun i Store Vega til Kvinfos 8. marts-arrangement.
Dagbladet Politiken beskrev den 30 april 2016 Karina Willumsens debutalbum 'Sociale Rekvisitter' som et udtryk for at den politiske musik er tilbage.

## Udmærkelser
Karina Willumsen modtog i 2016 Suzanne Gieses Mindelegat "for sit feministiske virke som komponist, politisk LGBT- aktivist, sangskriver, satiriker og musiker".
I 2019 modtog Karina Willumsen Gelsted-Kirk-Scherfig Fondens Pris efter kriteriet om at have "ydet en betydelig indsats indenfor kunst, kultur, ligestilling og fred"

## Udgivelser
- Bryd det ned - byg det op (2015)
- Sociale Rekvisitter' (2016)